# Pinguinbrunnen (Frauenfeld)
Der Pinguinbrunnen in Frauenfeld ist ein Trinkbrunnen beim Schulhaus Spanner. Er wurde vom Bildhauer Otto Schilt geschaffen und 1933 aufgestellt.

## Geschichte und Beschreibung
1931 beschloss der Frauenfelder Gemeinderat, einen bereits vorhandenen Brunnen auf den Pausenplatz des Schulhauses Spanner zu versetzen. Doch ehe dies in die Tat umgesetzt wurde, erhielt die Schule von der Munizipalgemeinde das Angebot, stattdessen einen neuen Brunnen aus der Werkstatt Otto Schilts zu finanzieren. Dieser Künstler war ein Sohn der Stadt. Er hatte zunächst auf Wunsch seines Vaters Jura studiert, dann aber eine Karriere als Bildhauer begonnen und war zum Zeitpunkt des Angebotes schon recht bekannt geworden. Er hatte, offenbar unaufgefordert, im August 1932 ein Modell für den neuen Brunnen eingereicht. Dieser sollte 235 Zentimeter hoch werden, aus rötlichem Kunststein gefertigt werden und auf der Brunnensäule die Figur eines stehenden Pinguins zeigen.
Der Gemeinderat sträubte sich zunächst – nicht wegen des veranschlagten Preises von 2000 Franken, sondern weil ein Pinguin zu exotisch sei, um auf einem Brunnen auf einem Schweizer Schulhof dargestellt zu werden. Schilt erklärte in einer Stellungnahme vom 21. September 1932, seine Wahl sei sowohl aus künstlerischen als auch aus praktischen Gründen auf diesen Vogel gefallen, der überdies doch allgemein bekannt sei. Dem hatte der Gemeinderat offenbar nichts mehr entgegenzusetzen, verlangte aber die Anbringung von zwei Trinksprudeln auf dem Brunnenrand, damit die Schulkinder ihren Durst stillen könnten. Am 2. November 1932 wurde der Vertrag über die Lieferung des Pinguinbrunnens abgeschlossen; im Januar 1933 stimmte auch die Schulgemeinde der Aufstellung auf ihrem Gelände zu, liess sich aber zusichern, dass ihr niemals Kosten durch diesen Brunnen entstehen würden.
Der Brunnen wurde in der ersten Hälfte des Jahres 1933 aufgestellt. Zunächst gab es Probleme mit überlaufendem Wasser, die behoben werden mussten, ehe in einem Protokoll vom 19. Juli 1933 die Fertigstellung des Werkes festgehalten wurde.